# Should Be Higher
"Should Be Higher" är en låt av den brittiska gruppen Depeche Mode. Det är den tredje och sista singeln från albumet Delta Machine och släpptes den 11 oktober 2013. Låten är komponerad av Dave Gahan och Kurt Uenala.
Musikvideon regisserades av Anton Corbijn och utgör en liveversion av låten.

## Utgåvor och låtförteckning
- CD single

1. "Should Be Higher (Radio Mix)" – 3:29
2. "Should Be Higher (Little Vampire Remix Single Edit)" – 3:59

- CD maxi single

1. "Should Be Higher (Jim Sclavunos from Grinderman Remix)" – 4:11
2. "Should Be Higher (Little Vampire Remix)" – 5:30
3. "Should Be Higher (MAPS Remix)" – 5:42
4. "Should Be Higher (Jim Jones Revue Remix)" – 5:14
5. "Should Be Higher (Radio Mix)" – 3:29

- 12" vinyl single

1. "Should Be Higher (Truss Remix)" – 6:21
2. "Should Be Higher (MPIA3 Definition)" – 5:52
3. "Should Be Higher (Koen Groenveveld Massive Remix)" – 6:43
4. "Should Be Higher (Pangaea Dub Remix)" – 4:09
5. "Should Be Higher (Überzone Remix)" – 4:51
6. "Should Be Higher (DJMREX Remix)" – 6:24